# 157534 Siauliai
157534 Siauliai è un asteroide della fascia principale. Scoperto nel 2005, presenta un'orbita caratterizzata da un semiasse maggiore pari a 2,3194268 UA e da un'eccentricità di 0,0619426, inclinata di 6,47333° rispetto all'eclittica.